# Алисън Хентидж
Алисън Хентидж (на английски: Alison J. Hentges) е американска писателка на произведения в жанра съвременен и исторически любовен роман. Пише под псевдонимите Джорджина Девън (на английски: Georgina Devon) и Амбър Кей (на английски: Amber Kaye).

## Биография и творчество
Алисън Джейн Хентидж е родена на 16 октомври 1952 г. в Сан Антонио, Тексас, САЩ. Завършва Калифорнийският университет в Санта Бервара с бакалавърска степен по социални науки и специализация по история. Работи в Резерва на Военновъздушните сили, като първоначално е в базата „Уудбридж“, в района на Ипсуич в Източна Англия. Там се запознава със съпруга си Мартин Кахао, който е летец. Впоследствие се местят на различни места по света, и сключват брак през 1982 г. Когато напуска армията започва да пише и се посвещава на писателската си кариера.
Първият ѝ любовен роман „Lady of the Night“ е публикуван през 1991 г. под псевдонима Джорджина Девън.
В периода 1992 – 1994 г. публикува 3 романа под псевдонима Амбър Кей.
Алисън Хентидж живее със семейството си в Тусон, Аризона.

## Произведения

### Като Амбър Кей

#### Самостоятелни романи
- Endless Surrender (1992)
Джена, изд.: ИК „Хермес“, Пловдив (1993), прев. Маргарита Дограмаджян, Иванка Савова
- Haunted By Love (1993)
- Captured By Love (1994)
Обладана от любов, изд.: ИК „Бард“, София (1994), прев. Дорина Добрева, Красимира Матева

#### Сборници
- „Faery Magic“ в „My Spellbound Heart“ (1994) – с Черил Бигс, Ейми Фетцър и Сара Оруиг

### Като Джорджина Девън

#### Самостоятелни романи
- Lady of the Night (1991)
- The Scarlet Lady (1991)
- Midnight Lady (1992)
- An Uncommon Intrigue (1992)
- Untamed Heart (1994)
- Scandals (1996)
- Betrayal (1999)
- The Rake (2000)
- The Rebel (2001)
- The Rogue's Seduction (2002)
- The Lord and the Mystery Lady (2003)
- An Unconventional Widow (2004)
- The Rake's Redemption (2007)
- Her Rebel Lord (2007)

#### Новели
- A Mother's Heart (1992)
- Romancing The Holidays (2002)
- A Valentine's Day Treasure (1992)
- The Christmas Gift (2013)

#### Сборници
- A Mother's Heart (1992) – с Джули Кайл, Карла Хокер, Антеа Малкълм, Синтия Ричи и Оливия Съмър
- Romancing the Holidays Volume Two (2002) – с Лори Кембъл, Катрин Дийн, Лий Емъри, Дебора Грейс-Стейли, Шери Макгрегър, Луан Маклейн, Кристин Мърфи, Шарлът Раби и Шарън Суаринън
- Regency Brides: No. 4 (2004) – с Мери Никълс
- Regency Lords & Ladies Collection Vol 15 (2006) – с Клер Торнтън
- Regency High Society Vol 4 (2010) – с Миранда Джарет и Джулия Жъстис
- Regency High-Society Affairs Vol 6 (2010) – с Даян Гастон и Ан О'Брайън